# Raw Tracks 2
Raw Tracks 2 es un EP de la banda estadounidense de hard rock Mötley Crüe, lanzado en 1990. El EP es el segundo volumen del primero del mismo nombre, publicado en 1988. 
El EP contiene 2 canciones hasta entonces inéditas y otras 2 de versiones en vivo. Adicionalmente, incluye su éxito "Without You" 

## Lista de canciones
1. Teaser - 5:19
2. All in the Name Of... (live) - 5:04
3. Girls, Girls, Girls (live) - 5:50
4. Slice of Your Pie - 4:33
5. Without You - 4:30